# Население на Танзания
Населението на Танзания според последното преброяване от 2012 г. е 44 928 923 души.

## Численост
Численост на населението според преброяванията през годините:
| Година | Численост  |
| 1978   | 17 527 564 |
| 1988   | 23 174 336 |
| 2002   | 34 443 603 |
| 2012   | 44 928 923 |

## Възрастова сткруктура
(2003)
- 0-14 години: 44,3% (мъжe 7 988 898 / жени 7 938 979)
- 15-64 години: 53,1% (мъже 9 429 959 / жени 9 634 102)
- над 65 години: 2,6% (мъже 405 803 / жени 524 713)

(2009)
- 0-14 години: 43% (мъжe 8 853 529 / жени 8 805 810)
- 15-64 години: 54,1% (мъже 10 956 133 / жени 11 255 868)
- над 65 години: 2,9% (мъже 513 959 / жени 663 233)

## Коефициент на плодовитост
- 2003-5.24
- 2008-4.62

## Религия
- 35 % – мюсюлмани
- 30 % – християни
- 35 % – местни религии